# Speicherstadt

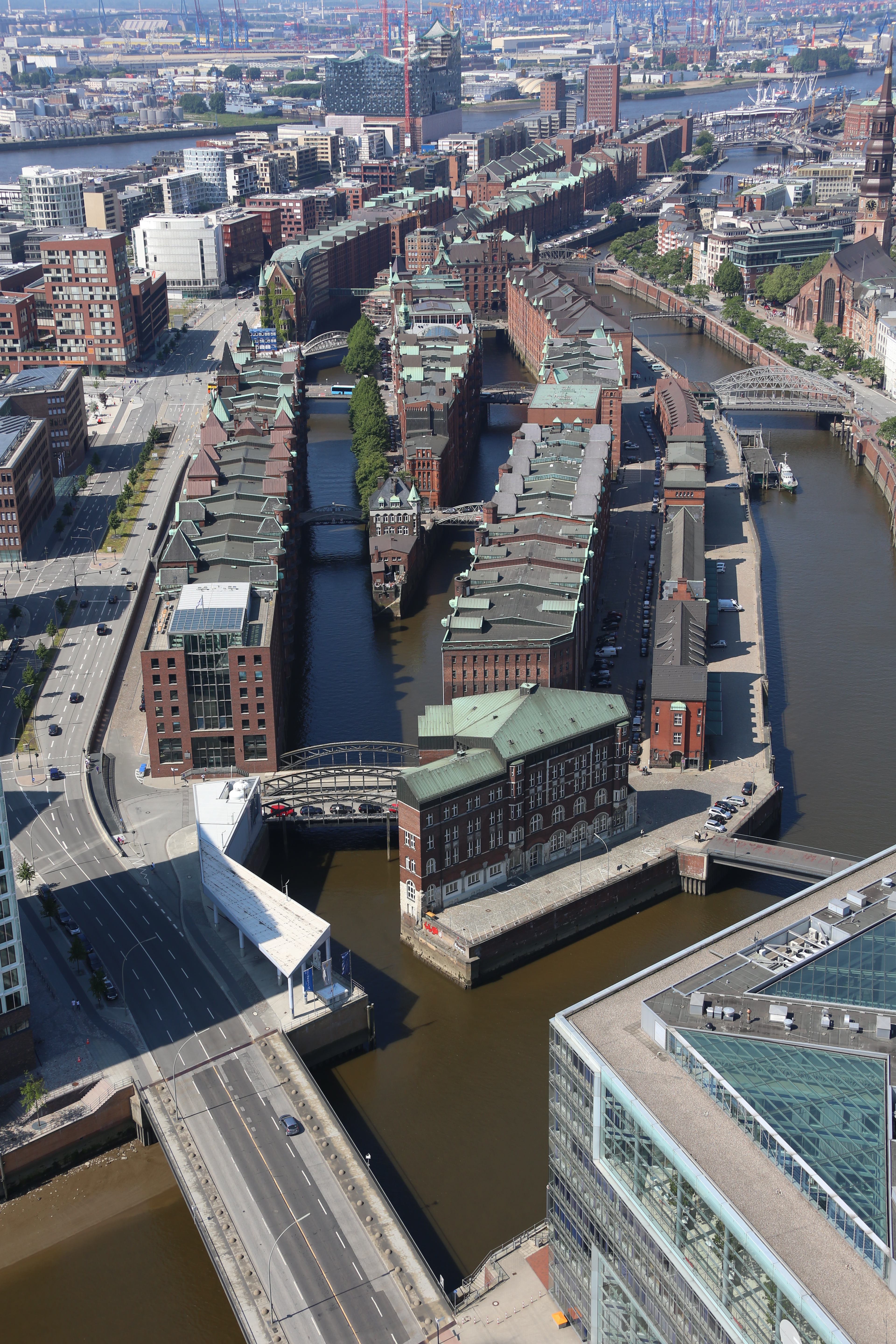
Vista aérea do Speicherstadt

Speicherstadt (pronúncia em alemão: [ˈʃpaɪ̯çɐˌʃtat], literalmente: 'Cidade dos Armazéns') em Hamburgo, na Alemanha é o maior bairro de armazéns do mundo, onde os mesmos são construídos sob alicerces de madeira. Foi construído entre 1883 e 1927.

## Geografia
O Speicherstadt localiza-se no Porto de Hamburgo e tem 1,5 km (0,93 mi) de comprimento, permeado por vários canais.

## História
Desde 1815, a cidade independente e soberana de Hamburgo era membro da Confederação Alemã, a associação dos estados da Europa Central criados pelo Congresso de Viena, mas não era membro do Zollverein. Com o estabelecimento do Império Alemão em 1871, Hamburgo não poderia ser uma zona de livre comércio e parte do Império Alemão. Graças aos tratados de 1888 Hamburgo era parte dos acordos alemães e um porto livre foi estabelecido.
Em 1883 a demolição do Kehrwieder começou e mais de 20,000 pessoas precisaram se realocar. De 1885 a 1888 a primeira parte foi construída e gerenciada pela Freihafen-Lagerhaus-Gesellschaft. Em 1991 foi listada como patrimônio protegido, e desde 2008, faz parte do HafenCity Na tentativa de revitalizar a porção interna da cidade, o Governo de Hamburgo iniciou o desenvolvimento da área de Hafencity, com a construção do Elbe Philharmonic Hall.
Durante a Segunda Guerra Mundial, o bombardeio de Hamburgo destruiu cerca de 50% da Speicherstadt. Algumas das estruturas completamente destruídas foram reconstruídas. Hoje são a localização do "Hanseatic Trade Center".:13

## Arquitetura

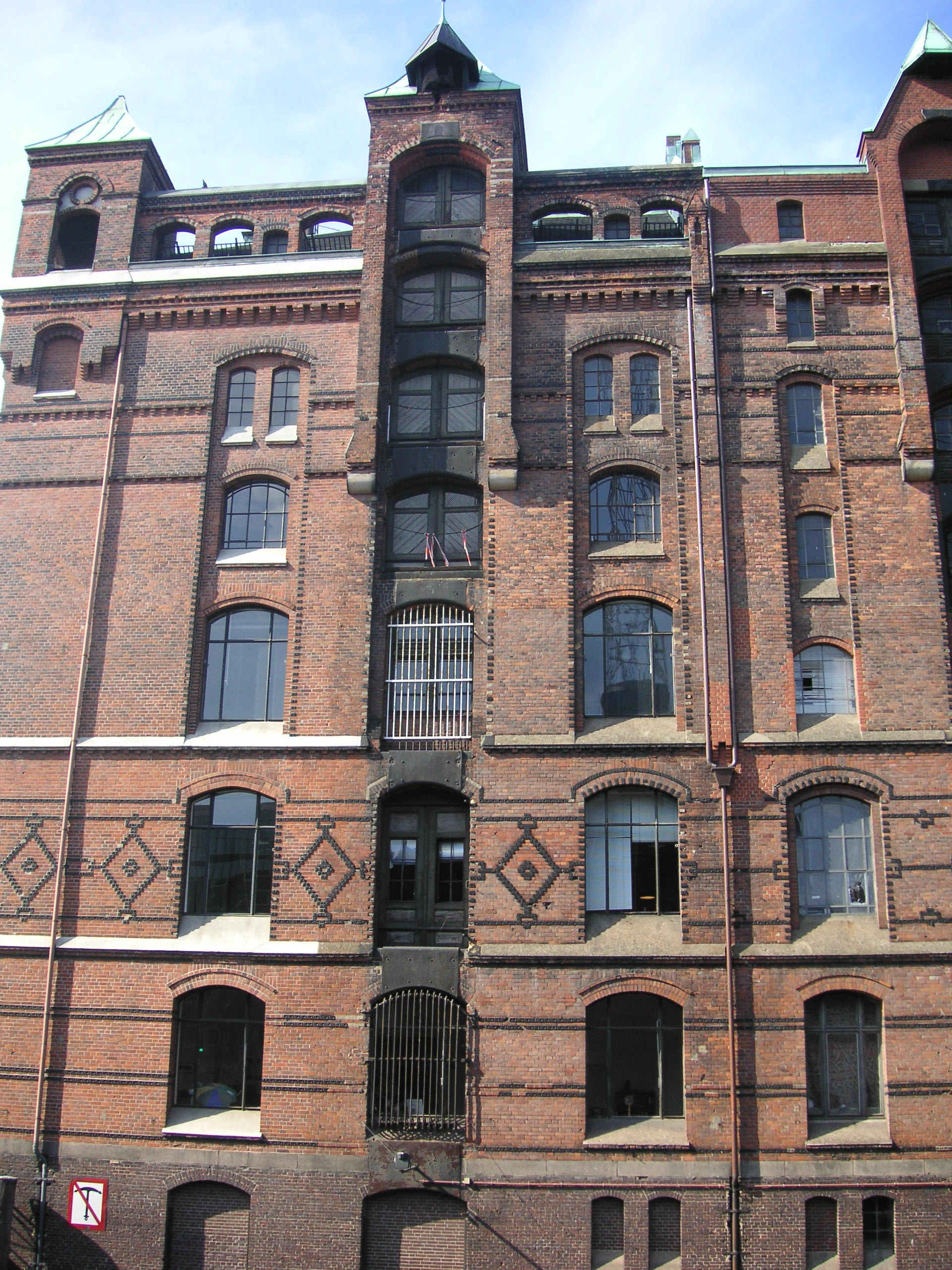
Fachada de um armazém

Os armazéns foram construídos com diferentes estruturas de suporte, mas Andreas Meyer criou uma camada externa de tijolos vermelhos baseado em arquitetura Neo-gótica com torres, alcovas e ornamentos de terracota. Os armazéns eram construções com entradas tanto da água quanto da terra. Um dos mais velhos armazéns é o Kaispeicher B do International Maritime Museum.

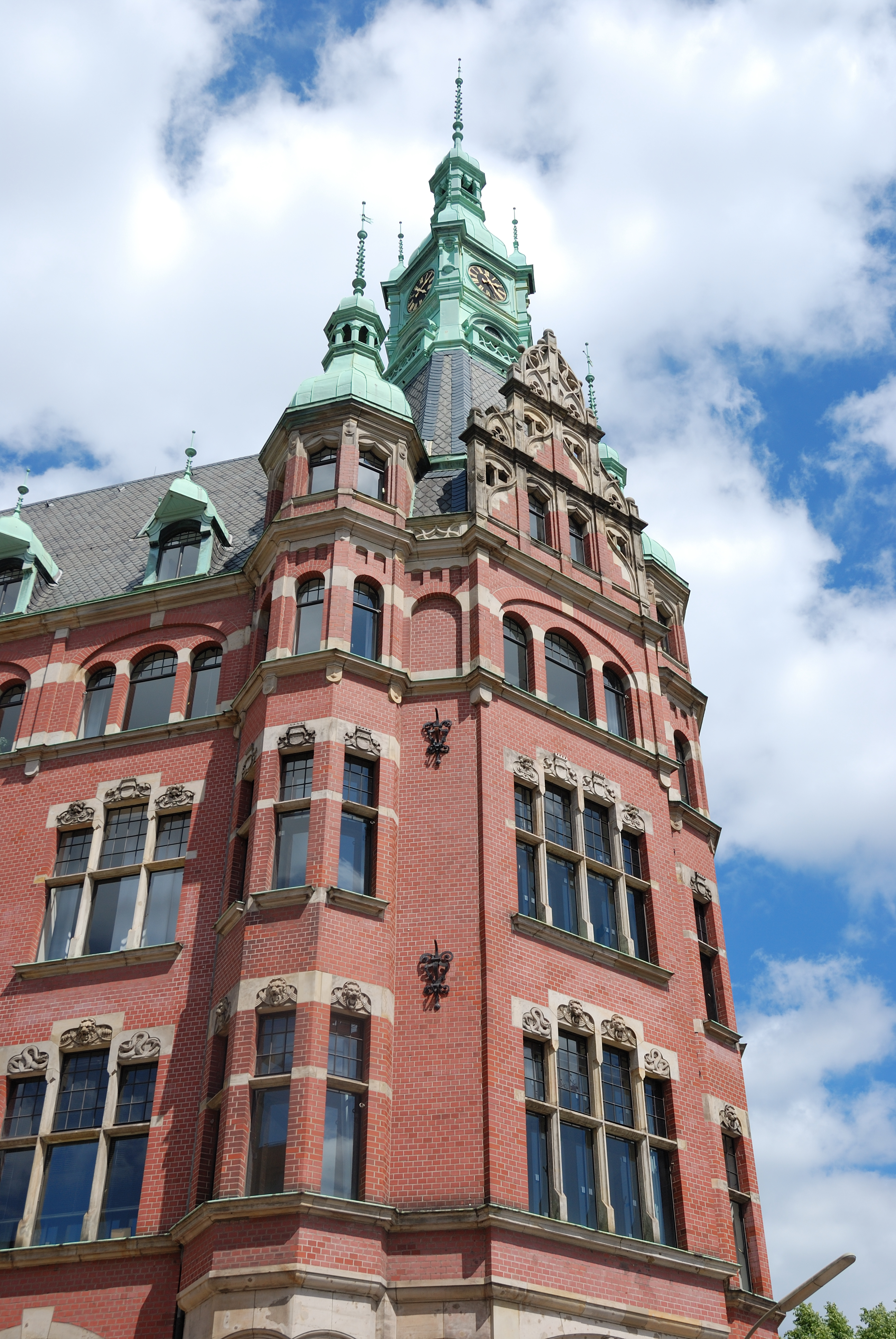
Hafenrathaus ('Harbour City Hall') em Speicherstadt

## Uso
O Speicherstadt é uma atração turística em Hamburgo. Lá existem vários museus como o Deutsches Zollmuseum [de], Miniatur Wunderland, Hamburg Dungeon, e o Afghan Museum.
As construções também são usadas como armazéns. No ano de 2005, as empresas do Speicherstadt manipulavam cerca de um terço da produção mundial de carpetes e outras comoditties como cacau, café, chá, especiarias, equipamentos marítimos e eletrônicos.

## UNESCO
A UNESCO inscreveu Speicherstadt, Kontorhausviertel e Chilehaus, em Hamburgo como Patrimônio Mundial por "exemplificar os efeitos do crescimento rápido no comércio internacional no final do Século XIX e início do Século XX"
1. ↑  Prange, Carsten (2005). «Zollanschluß». In:  Franklin Koplitzsch and Daniel Tilgner. Hamburg Lexikon (em alemão) 3 ed. Ellert&Richter. p. 538. ISBN 3-8319-0179-1
2. 1 2 3  Prange, Carsten (2005). «Speicherstadt». In:  Franklin Koplitzsch and Daniel Tilgner. Hamburg Lexikon (em alemão) 3 ed. Ellert&Richter. pp. 444–445. ISBN 3-8319-0179-1
3. ↑  «Gesetz über die räumliche Gliederung der Freien und Hansestadt Hamburg (RäumGiG) [Act of the areal organisation]» (em alemão). 6 de julho de 2006. Consultado em 30 de outubro de 2009. Arquivado do original em 13 de agosto de 2007
4. ↑  Jörn Weinhold (2008).  Martina Heßler and Clemens Zimmermann, ed. Port Culture: Maritime Entertainment and Urban Revitalisation, 1950–2000. Frankfurt am Main: Campus Verlag. pp. 179–201. ISBN 978-3-593-38547-1
5. ↑  «Speicherstadt Hamburg Entwicklungskonzept (German)» (PDF). Hamburg Behörde für Stadtentwicklung und Umwelt. Abril de 2012. Consultado em 5 de julho de 2015
6. ↑  Speicherstadt, Kontorhausviertel e Chilehaus, em Hamburgo. UNESCO World Heritage Centre - World Heritage List (whc.unesco.org). Em inglês ; em francês ; em espanhol. Páginas visitadas em 06/09/2015.